# He 177 (航空機)
He 177
飛行するHe 177V-5 "PM-OD"
(1943年撮影)
- 用途：戦術爆撃機
- 分類：爆撃機
- 設計者：ジークフリート・ギュンター
- 製造者：

  - ハインケル・フルークツォイクヴェルケ社
  - アラド・フルークツォイクヴェルケ社
- 運用者： ドイツ空軍
- 初飛行：1939年11月19日[1]
- 生産数：1,169機[2]
- 運用開始：1942年
- 退役：1945年
- 運用状況：退役

He 177（Heinkel He 177 ）は、ドイツのハインケル社が開発し第二次世界大戦中ドイツ空軍で運用された四発爆撃機。
A-5型から付けられた正式な愛称の「グライフ (Greif)」は、グリフォンの意。

## 概要
He 177はドイツで実用化された初の戦略爆撃機的な機体だった。エンジンのデザインにより、二つのエンジンで一つのプロペラ軸を回転させる構造であり、そのため双発爆撃機に見える独特の特徴がある。
初期型は多くの問題を持っていたが後期には改善した。しかしその頃には戦況悪化により、ハインケル社工場及びハインケル社よりライセンスを得たアラド社工場が空襲に遭い、大量に生産することができなくなっていた。

## 設計
He 177は1936年6月3日にドイツ航空省（RLM）によって提案されたA爆撃機計画に沿って設計されたハインケルプロジェクト（P.1041）が元となっている。これは、ソビエト連邦のウラル山脈周辺を長駆攻撃できるウラル爆撃機計画（最低でも1,000kg（2,200ポンド）の爆弾を搭載し6,695km（4,160マイル）以上の航続距離を必要とする）に基づいて設計されたドルニエ社のDo 19、ユンカースのJu 89のものよりもはるかに厳しい要求であった。
機体には高高度で約540km/h（340mph）の最高速度が必要であるとされた。また、計画中に急降下爆撃能力（後に60°の緩降下に変更）も必要とされたため、機体構造の強化が必要となった。また、設計には機体表面の蒸発冷却機構や遠隔操作の銃塔、連結エンジンを含む多くの新技術が投入された。

### エンジン

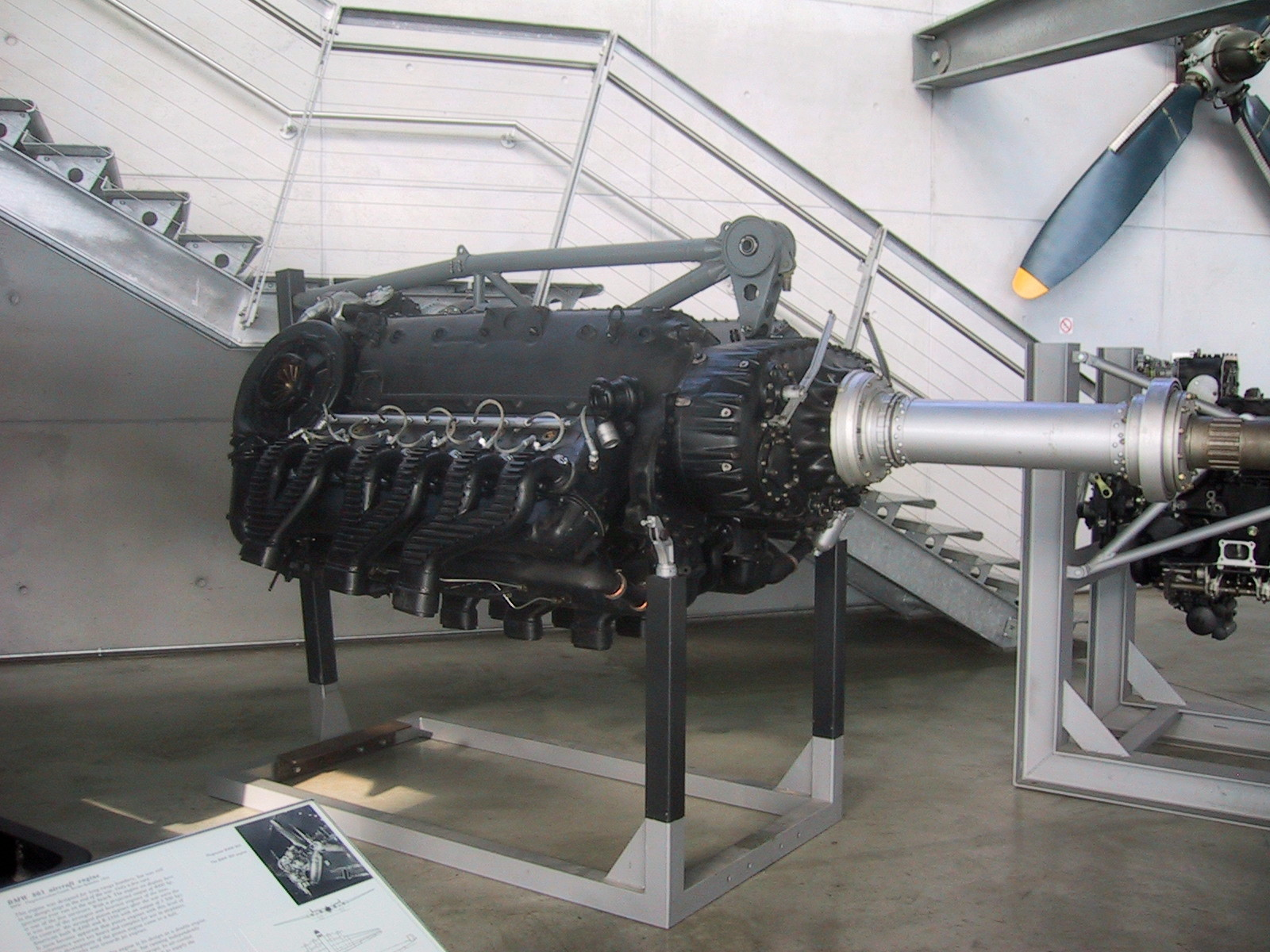
He 177に搭載されたDB 610エンジン。DB 605エンジンを2基組み合わせたものである。

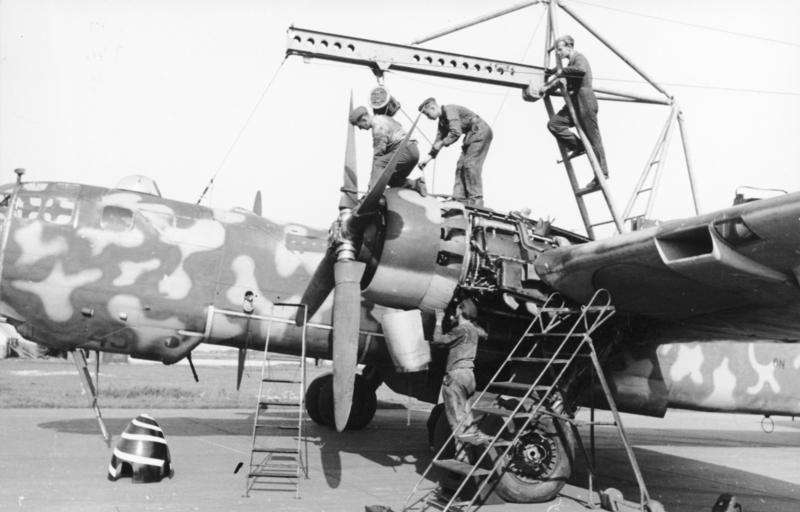
エンジン整備を受けるHe 177。

この機体の特徴として一つのプロペラを回すのに2つのエンジンを用いたことが挙げられる。
ハインケル社の主要設計者のジークフリート・グンターは空気抵抗を減らすためダイムラー・ベンツ DB 606エンジンを選んだ。このエンジンは2基のダイムラー・ベンツ DB 601エンジンをそれぞれ30°傾けた形で並んでナセルに固定し、2基のクランクシャフトを一つのギアボックスに接続して一つのプロペラシャフトギアを駆動させる。このエンジンレイアウトは、He 119の開発で双子エンジンに対する信頼性が確保されたと判断されて採用された
急降下爆撃能力はハインケルP.1041の原寸の模型の最終検査が行なわれ、ハインケルP.1041が公式にHe 177としてRLMから認定された1937年11月5日、エルンスト・ハインケルとOKLの高官であったエルンスト・ウーデットがこの機体の設計の将来性について対談した際に、初めて要求された。その時、ハインケルはウーデットに急降下爆撃は無理な要求であると話している。2つのプロペラのみの重爆撃機は、空気抵抗を大幅に減少させ、著しい操縦性の向上を得ることができた。He 177の最初のプロトタイプや前期量産型は当時の重戦闘機に匹敵する速度と操縦性を持っていた。
He 177に搭載されるDB606エンジンは、運転中のエンジンの回転方向の違いでA型とB型が生産されていた。He 177 V1〜V3の試作機は左回りに回転するA型のエンジンが左右に搭載されていた。V4からはDB 606エンジンのA型とB型が搭載され、右翼には左回りに回転するA型、左翼には右回りに回転するB型が搭載され、プロペラの回転トルクを打ち消すようになっていた。DB 606の最大出力は2,700hpであった。のちに高出力のDB 610エンジン（2,910hp）に交換された機体もある。
最初の8機のプロトタイプと、A-0量産試作型は特徴のある幅の広い4翔のプロペラが採用されていたが、He 177Aの量産型では採用されていない。DB 606エンジンは最初、プロペラ一つのHe 119偵察爆撃機の試作機に装備され、空気抵抗が減少することが確認された。しかし、He 177のカウリングは非常にタイトな設計になっていたのでエンジンからの出火やオーバーヒート等の多くのトラブルの原因になった。
DB 606エンジンは2基のV型12気筒エンジンを並列に並べた構造になっており、中央の部分に12本（エンジンの片側の6気筒×2基）分の排気管が集中していた。このため、オイルやグリースが異常に加熱され、エンジンカウルの下部から発火しやすくなっていた。またパイロットがエンジンスロットルを戻したときに燃料供給のインジェクションポンプがエンジンに過剰に燃料を供給する傾向があり、それに加えてインジェクションポンプの接続部から燃料が漏れることも多かった。にも関わらず、He 177は機体の重量節約の為に防火壁は設置されていなかったため、漏れる燃料やオイルがエンジンに頻繁にかかっていた。さらに、高高度ではオイルポンプの設計の不具合によりオイルに気泡が生じる傾向があり、これによりエンジンオイルの潤滑性が著しく低下していた。その結果、ベアリングとクランクシャフトの接続部が破損して、オイルタンクとつながっているエンジンのクランクケースを破裂させることになり、高熱化した排気管の収束部にオイルが降りかかる事もあった。その上、エンジン構造が複雑かつ整備しにくい設計になっていたため、前線では充分なメンテナンスをすることが困難になっており、DB 606は飛行中に簡単に火を噴いた。このようにHe 177はエンジンに大きな問題を抱えており、初期生産モデルでは特に問題になっていた。
1942年8月、He 177のエンジンのトラブルやメンテナンスの困難さは連結構造を持つDB 606エンジンが原因であるという報告書が提出された。
He 177A-3の後期型から新型のダイムラー・ベンツ DB 605エンジンを2つつなげたDB 610が搭載されるようになった。DB 610エンジンはエンジンオイルのタンクの位置の変更、エンジンマウントの位置を20cm延長、排気レイアウトの見直し、夜戦用の消炎ダンパーの追加とエンジン出力制限。これらの改良により、大きな信頼性を得ることができた。1943年、新型のオイル遠心分離機の導入によりDB 610エンジンはオイルに生じる気泡や振動等の問題を克服できたが、2台のエンジンをつなぐギアケースの問題は残ったままだった。

### 表面冷却
He 177は元々、ラジエーター重量の軽減及び空気抵抗の軽減のためにエンジンの冷却には表面冷却方式が採用されていた。しかし、度重なる改良が行われても表面冷却方式は依然多くの問題を抱えており、1939年に表面冷却方式は破棄された。
その代わりプロペラの後ろに環状のラジエーターを取り付けることとなった。このラジエーターはJu 88A-4爆撃機が装備しているものとよく似た形をしており、このラジエーターの追加で機体の重量と空気抵抗は増大する結果となった。

### 防御武装

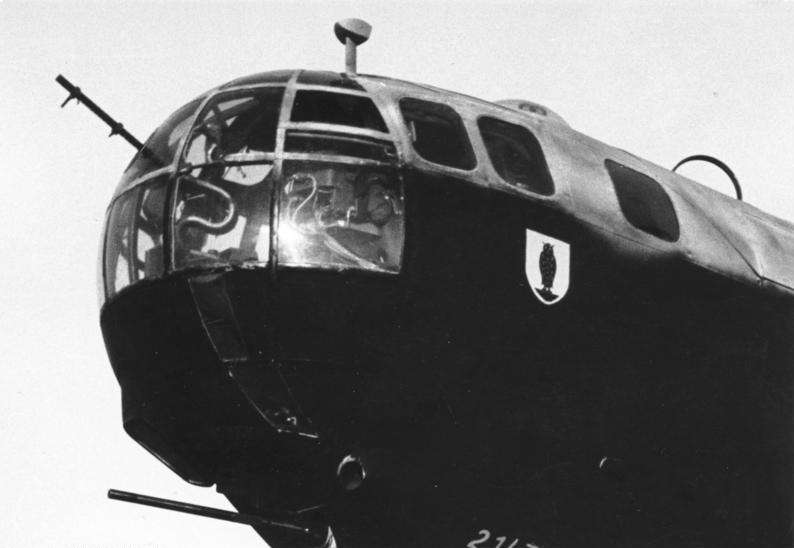
前面キャノピーに搭載されたMG 81 機関銃。下部のゴンドラにはMG 151 機関砲を搭載している。

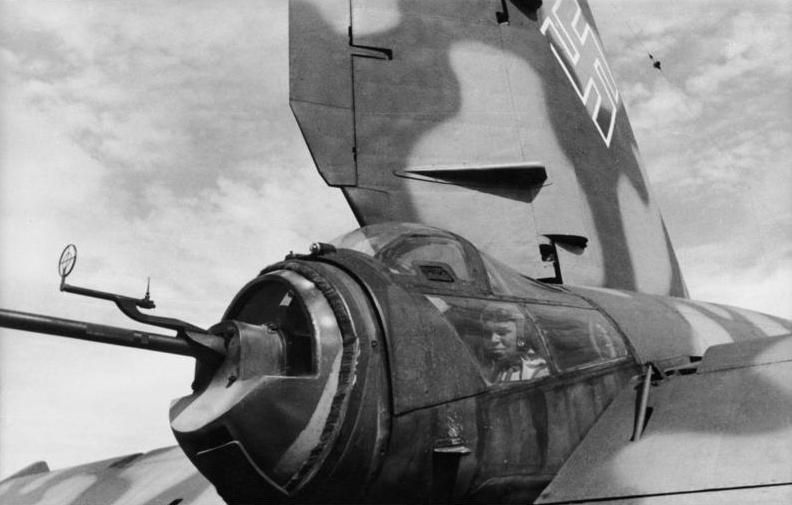
尾部銃座に搭載されたMG 151 機関砲。

He 177の設計のなかで画期的なものに、コクピットから遠隔操作される防御用の回転銃座が挙げられる。Ju 288の計画の中で生まれたこのシステムは有人の回転銃座よりも空気抵抗を大幅に低減することができた。
生産されたHe 177Aのほとんどが、キャビンエリアの後の少し右側にオフセットされた所に遠隔操作の銃座に13mmのMG 131機関銃×2、有人の銃座に13mmのMG 131機関銃×1、の仕様になっていた。
機体前面のキャノピーの右上部には7.92mmのMG 81 機関銃が装備されていた。
機首下面には機体幅と同じサイズのゴンドラが設置されており、He 177A-1では通常は前方に20mm MG FF 機関砲が装備され、後方には7.92mmのMG 81Z連装機関銃を装備、後期型では前方に20mmのMG 151/20 機関砲、後方に13mmのMG 131 機関銃に変更された。
尾部銃座には13mmのMG 131機関銃×1を装備していた。しかし、シンプルな流線型に設計された銃座は、射手にとって窮屈であったために、上面のガラスが膨らんだ形に設計し直された。これに伴ってクリアランス確保の為に尾翼の形状も変更されている。この変更はA-3から行われた。また、13mmのMG 131 機関銃を20mmのMG 151/20 機関砲に変更したものも多く見られた。

### 搭載兵器試験
He 177は様々な魚雷やHs 293対艦ミサイルのような誘導兵器のテストを行っていた。
これらの兵器搭載計画で最初に行われたのはHe 177A-1/U2と考えられている。30mmのMK 101 機関砲×2 を新規設計のゴンドラ前方に装備し、列車への攻撃等の対地攻撃や対船攻撃に使用された。He 177A-1/U2は12機改造して作られた。その後、1942年の冬、独ソ戦のスターリングラードの戦いにおいて高射砲を破壊するために、少数のHe 177が50mm機関砲をゴンドラに搭載するように改造されている。この変更は、非公式ではあるが「スターリングラード型」と呼ばれている。少数のA-3/R5型は75mmのBK 7.5砲（7.5 cm PaK 40対戦車砲を改造したもの）を腹部に搭載するために生産される計画になっていた。
1944年1月、5機のHe 177A-3がネーベルヴェルファーから派生したロケット弾チューブ（最初は30本、最終的には33本）を斜めに実験的に装備していた。これはHe 177をベースとして、ドイツ上空に飛来するアメリカ陸軍航空隊の戦略爆撃機が行っていた「コンバット・ボックス」と呼ばれる防御重視の密集編隊を破壊又は分解することを目的とした“重戦闘機”を作る為であった。これらの機体は爆弾倉と補助燃料タンクを21cmのロケット弾とその発射装置を搭載するために取り外している。
ロケットは一発ずつ、全弾発射、もしくは15発と18発の2回の3つの発射パターンが選択できた。気球を標的にしたテストでは良好な結果を残し、限定的ではあるが運用することが認可されたが、Erprobungskommando（EKdo、ドイツ空軍の実験大隊）が実戦試験を行った結果、連合国軍の護衛戦闘機と濃密な対空砲火のせいで十分な結果が得られなかった。

### 機体構造

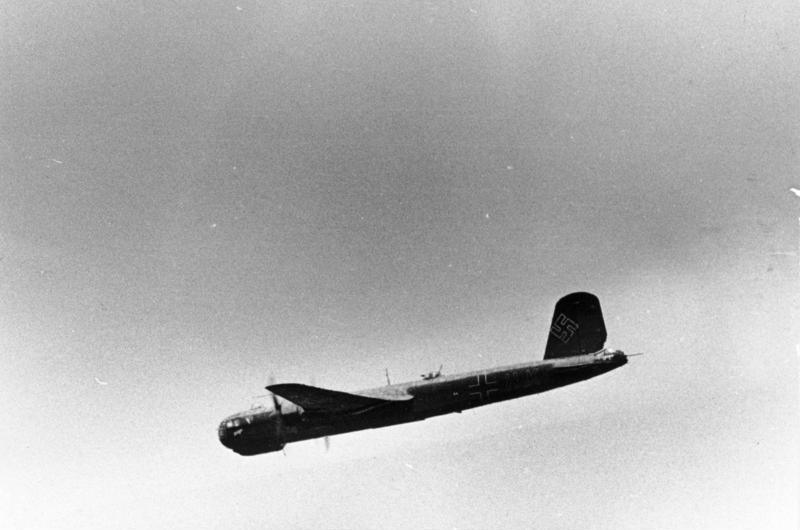
緩降下を行うHe 177。幾度の改良を重ねても、急降下爆撃は不可能であった。

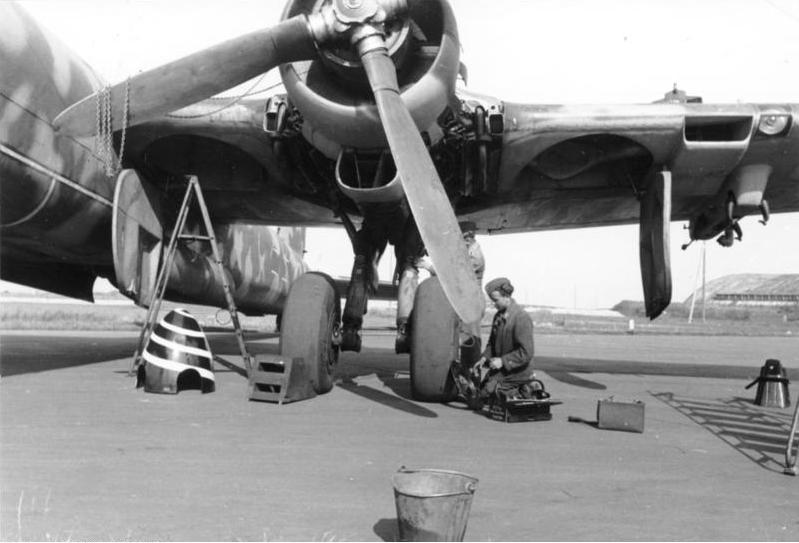
He 177の主脚。エンジンナセルの下を支点に主翼の内側と外側に主脚を収納する。

He 177は急降下爆撃能力の要求により機体構造を大幅に強化する必要があった。これは機体重量を引き上げる原因となり、さらに機体強度を上げる必要に迫られるという悪循環に陥っていた。これにより飛行速度、航続距離、搭載容量が大きく削られることとなった。
1942年9月のテストがA-1の40番目の生産機を使用して急降下爆撃のテストが行われた、20回の飛行で翼の外側のパネルに航空力学的な負荷がかかり深刻なダメージを受けていることが判明した。この問題を解決するには機体構造の大幅な強化が必要になった。急降下爆撃の要求には爆弾の搭載量の増加（A-1で30,300kg、A-5で32,000kg）されたために応えることができなかった。そのためA-3型からダイブブレーキなしで生産された。
He 177の着陸装置の主脚配置は無駄に凝った設計になっていた。主脚は大きな車輪4つと4本の支柱から構成されており、飛行時には、主翼のエンジンナセルの下を支点にして上がり内側と外側に収納され、着陸時には、エンジンナセルの下を支点にして下がり2本そろって固定される仕組みになっていた。主脚が故障する度にハインケル特製の主脚（供給不足の事が多々あった）を取り付けることになり、He 177の主脚は複雑な構造であるために、修理には2時間以上もかかった。
一般的な脚一本に2個の車輪が付いた形式の主脚は実際にHe 274（He177の派生機）で採用されている。
また、ペーパープランで終わったHe 277（He177の派生機）は3輪式の降着装置を取り付けることが計画されていた。

### 他機種への転用
ユンカースJu 287 V1ではHe 177A-5型の胴体が機体の中核として使用された。この機体は翼は新規設計の前進翼、尾部はJu 388、首脚は鹵獲した米軍重爆B-24リベレーターのものを使用して作られている。Ju 287 V1は1944年8月に初飛行した。
ホルテン Ho229全翼式のジェット戦闘機の試作機の首脚はHe 177の主脚のタイヤを利用している。

### 操縦性

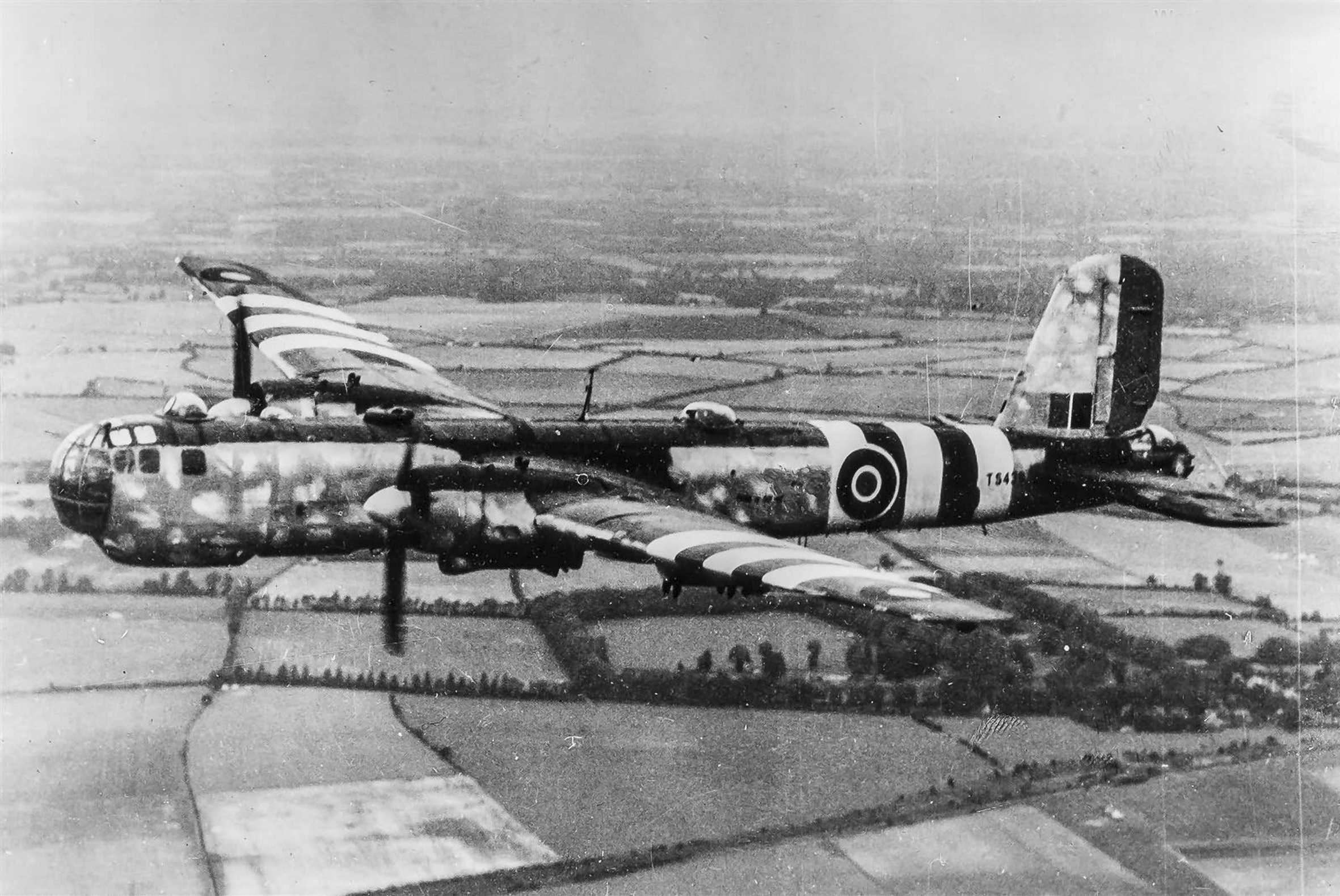
イギリス軍に鹵獲されてテスト飛行するHe 177 A-5。

グライフの最初の量産型であるHe 177A-1は1942年8月にテスト飛行でヨーとピッチが不安定な傾向があると判断された。これは爆撃精度の低下を意味していた。このテスト結果から、胴体を160cm延長し、この改造を加えた機体はヨーとピッチの安定性が改善された。この胴体延長はHe 177A-3から取り入れられた。
イギリス海軍テストパイロットのエリック・ブラウンは著書『Wings of the Luftwaffe』において、戦時中に捕獲されたHe 177A-5を操縦したときの感想を、驚くほど「軽い」と述べている。また、彼は有名な米軍重爆B-17と比較してHe 177の昇降舵のコントロールが特に軽かったと述べている。

## He 177B試作機
He 177Aの複雑なエンジンレイアウトの問題解決の為に多くの計画が立案された。その中にHe 177Aを通常の4発爆撃機とする計画があり、その計画の為にHe 177Aを改造して試作機が作られた。
航空機総監エルンスト・ウーデットは戦前からHe 177のエンジンに結合エンジンであるDB 606を選定したことを非難していた。ハインケル側が主張し導入させたDB 606エンジンが原因でHe177は際限なく続くトラブルに悩まされていた。
1942年9月、ゲーリング自身によってHe 177の急降下爆撃能力の要求は撤回された。そしてハインケルの設計で“適切な”4発爆撃機型が設計された。これは「He 177B」と名づけられHe 219と同じように環状のラジエーターを装備したダイムラー・ベンツ DB 603が個別で4基搭載されることとなった。
これに似た構成・経緯の爆撃機としてはイギリス空軍のアブロ マンチェスターがある。マンチェスターに搭載されていたロールス・ロイス ヴァルチャーはDB 606/610とは異なり、V型12気筒エンジンをクランクシャフトを共用するよう上下に結合したX型24気筒エンジンであり、構成上はいくらか危険性の少ないものであったが、やはり信頼性不足で少数の生産で打ち切られた。しかしながらマンチェスターはエンジンをV型12気筒の4発にし、信頼性を向上させ、機体の設計変更でアブロ ランカスターへと発展して成功を収めた。
1943年8月までに、He 177B-5の詳細な設計が行われ、He 177 V101〜V103の3機のプロトタイプの製作が認められた。試作機のV101は中期生産型であるHe 177 A-3の機体から製作された。V102は先行量産機であるHe 177 A-0の8号機を改造して製作されている。V103はHe 177 A-5の初期型から製作された。
試作機V102は最初に双翼の尾翼が取り付けられた。この尾翼はテスト時に一枚の尾翼を持つ一般的なHe 177に比べ良好な操縦性を示した。1943年11月にファウラーフラップが取り付けられている。
He 177B型もA型と同様に航空力学的に優れた全面ガラスの機首を装備していた。その機首はA型より若干大きく、「チンターレット」と呼ばれる2連の銃座が設置され、それぞれMG 131機関銃×2、もしくはMG 151/20機関砲が装備される予定だった。しかし、この装備はHe 177A-0の15号機でテストされただけで、B型の試作機には搭載されることはなかった。B型の試作機には従来のHe 177の機種が取り付けられていただけだった。この新型の機首は今日、図面だけが残されており、写真は現存していない。
他の防御兵器としてHe 177Aと同じ装備が搭載されていた。特にB-5型は背部に連装のターレット（砲塔）とその後ろに有人のターレット]装備していた。軽量型として設計されたB-7型ではこれらは省略されている。また、尾部には動力化されたMG 131機関銃の4連装ターレットを試作機に取り付け、量産型ではこれを標準装備にする計画だった。しかしこれはハインケル社内で模型が制作されただけで終わった。
ウィーン-シュウェハト軍用飛行場で1943年12月の後半から1944年1月の前半までの間これらのB型が初飛行した。また、A-5の初期型の機体を利用して追加のHe 177 V104試作機がHe 177B-5の量産型の試作機として製作された。
1944年の4月後半から7月の初めまで、ウィーン・エリアのドイツの航空機生産設備への米国空軍の重爆撃機の空襲により飛行可能なV103および未完成のV104が破壊された。これによりハインケルのオーストリアの工場でHe 177B-5型を生産する望みは潰えた。
1944年の7月の初め、戦闘機開発計画の採用により、He 177B型の開発計画はハインケルHe162（サラマンダー）ジェット戦闘機の設計に専念するために後回しとされた。これは事実上の計画放棄であり、結局He 177B型は試作機4機（うち1機は未完成）が製造されたにとどまった。

## 運用実績

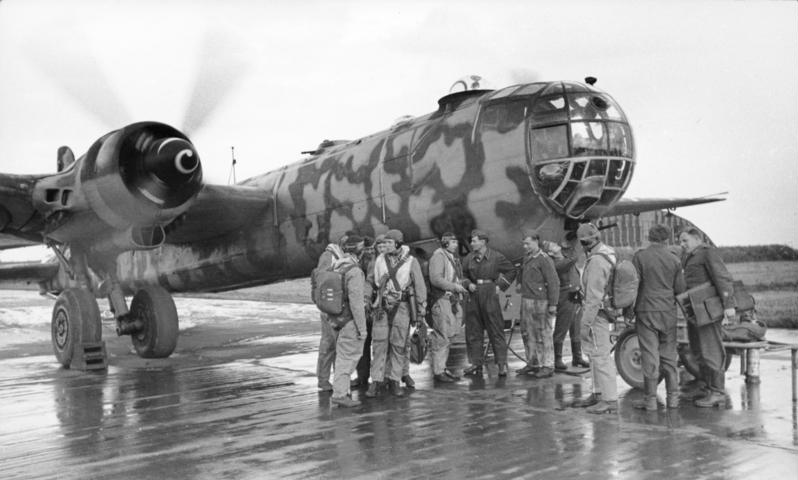
1944年撮影。

He 177は技術的な問題を多く抱えており、長い間トラブルを抱えながら運用されていたとされているが、He177V8試作機の段階で問題はある程度は解決されており、根本的な問題となったのはDB601及びDB605の供給問題である。他機種に発動機が優先供給された為にHe177の機体が製造工場に溢れる事態となった。He 177Aは1942年に就役したが、前記の事情から十分な運用機数など存在せず、緊急的な措置としてスターリングラードの戦いでソ連陸軍に包囲されたドイツ陸軍第6軍への補給任務に使用されたが、そのペイロードは、はるかに小型のHe111爆撃機とほぼ同じだった。そして負傷兵の輸送機としても役に立たなかった。その結果、He 177は、スターリングラードの近くでドイツ国防軍を支援する、爆撃や高射砲制圧任務に戻ることになった。ここではたった13回の任務で7機のHe 177が撃墜されているが、当然ながら他の機体も高射砲で多数撃墜されている。
他の運用例としては、1944年1月から5月にかけて実施されたシュタインボック（アイベックス）作戦での、イギリスへの夜間攻撃がある。13機が出撃したが、1機はタイヤがバーストしたために離陸を中止しており、8機がエンジンのオーバーヒートで帰還している。残りの機体の内2機が敵夜間戦闘機に撃墜されている。飛行場には十分な整備員と機材が揃っておらず、機体は十分なメンテナンスが行われていない状態で出撃していた。シュタインボック作戦中に使用された機体（Do 217, He111, Ju 88, Ju 188）は平均損耗率が60%だったのに対し、He 177A-5は損耗率10%で作戦に参加した爆撃機の中で最良の結果を残している。熟練の搭乗員が使用した場合He 177は5,600kgの爆弾を搭載して作戦に参加可能であった。
He 177の基本戦術は英国の海岸を横断する前に実用上昇限度まで上昇し、その後速力最大で浅い角度を降下し任務を実行するものであった。その際、機体の速度は690km/h（430mph）以上にもなった。高高度を高速で飛行することは迎撃されにくく航空機の生存性を高めたが、爆撃の精度と有効性を大幅に減少させることとなった。
1944年初頭のソ連との東部戦線では、He177は多くの場合、昼間に約6000メートル（19690フィート）以上の高度で作戦を実施し、損失も比較的低かった。地上攻撃を主な任務としたソ連空軍は迎撃のレベルが低く、高空を飛ぶHe177を妨げることは難しかった。
1944年後半には、全機のHe 177を運用するだけの燃料がドイツ国内に無くなっていた。

## 派生型
- He 177 V1-V8 :原型機。正式にはHe 177 V1のように製造（計画）された順に番号が付与された。V8まで存在した。V4から互いに反対方向へ回転するDB 606 A/Bエンジンを備えるようになっている。
- He 177 A-0 :生産前機。20mm機関砲×1、13mm機銃×3、7.92mm機銃×1を装備。35機生産。
- He 177 A-1 :最初の量産型。130機生産。
  - He 177 A-1/U2 :最初の派生機。背部に遠隔操作のターレットを装備。
  - He 177 A-1/U2 :機首下に30mm MK 101機関砲×2を装備した重戦闘機型。12機改造して作られた。
- He 177 A-2 :防御機銃を縮小し(7.92mm MG 81機関銃×6、13mm MG 131機関銃×1)、4人乗りの与圧キャビンを装備する提案モデル。
- He 177 A-3 :2番目の量産型、170機生産。16機目以降からDB 610エンジンを搭載
  - He 177 A-3/R1 :DB 606A/BまたはDB 610エンジン搭載。
  - He 177 A-3/R2 :A-3/R1型の尾部にMG 151/20を追加した武装改善型。
  - He 177 A-3/R3 :Hs 293誘導爆弾を搭載出来るよう能力を付与した機体。
  - He 177 A-3/R4 :FuG 203ミサイル管制装置を搭載し、腹部が張り出していた。
  - He 177 A-3/R5 :腹部張り出しにBK 7.5 75 mm砲（PaK 40対戦車砲の改良型）を搭載した地上攻撃型。
  - He 177 A-3/R7 :魚雷搭載能力を付与した対艦攻撃型。3機生産。
- He 177 A-4 :高々度爆撃機型の提案モデル。後にHe 274に発展。
- He 177 A-5 :構造改修型。主翼強化により吊下荷重を増加。826機生産。
  - He 177 A-5/R1 :ケール制御装置を搭載しHs 293やフリッツXを搭載出来るよう能力を付与した機体。
  - He 177 A-5/R4 :ケール制御装置と単純化された爆撃懸吊架を装備した機体。
  - He 177 A-5/R5 :爆弾倉後部に13 mm MG 131機関銃 × 2 遠隔操作銃座を装備。
    - A-5 重駆逐戦闘機型（Grosszerstorer） :対爆撃機用の装備として33個のロケットランチャーを装備、爆弾倉と追加燃料タンクは取り外されている。1944年6月に試験的に3機製作された。
    - A-5 スターリングラード型 :高射砲抑制および対地攻撃用にBK 7.5 75 mm砲（PaK 40対戦車砲の改良型）を搭載。

  - He 177 A-5/R6 :前部爆弾倉2つを廃止した機体。
  - He 177 A-5/R7 :研究用に与圧キャビン採用した高々度型。武装はA-2と同じ。
  - He 177 A-5/R8 :機首部と尾部に銃座を追加した機体。
- He 177 A-6 :高高度長距離爆撃型。与圧キャビンを装備し爆弾搭載量も増加している。防御武装はA-2と同じ。
  - He 177 A-6/R1 :尾部銃座とHs 293搭載能力を追加。6機生産。
- He 177 A-7 :主翼全幅を36mに拡大。搭載エンジンをDB 610の代わりにDB 613を搭載する予定だった。He177A-5から6機が改造された。
- He 177 A-8 :A-5とA-3の胴体と4基の独立したエンジンを懸架する新設計の主翼の提案モデル。エンジンはDB 603か、Jumo 213をHe 219と同じように環状のラジエーターを装備して搭載。1943年8月に「He 177B-5」という名称に変更。ペーパープランのみ。
- He 177 A-10 :He177の4発の提案モデル。A-8とほぼ同じだがA-7の量産型の胴体を使用し有人の背部銃塔を省略。1943年8月に「He 177B-7」という名称に変更。
- He 177 B :この機体は「偽装計画」と考えられており、ドイツ空軍について書かれた多くの20世紀の書籍にはそう記述されている。ハインケルHe 277の名称で、He177のエンジンが独立した4発タイプの開発を計画していることをライヒ航空省やヘルマン・ゲーリングや空軍最高司令部(OKL)から秘匿するためである。1944年2月後半にハインケルが提案を予定していた、公式図面には"He 177B-5"と明記されていた。設計された機体は実際にA-3のフレームから作られたHe 177 V101試作機や後から作られたB型の試作機とよく似ていた。
- He 177 H :ハインケルHe 274の初期の名称。

## スペック（A-5/R2）
- 全長：22.00 m
- 全幅：31.44 m
- 全高：6.7 m
- 全備重量：31,000 kg
- エンジン：ダイムラー・ベンツ DB 610 液冷24気筒 2,950 hp × 2
- 最大速度：565 km/h（6,100m）
- 上限高度：9,400 m
- 最大航続距離：5,600 km
- 武装
  - 20mm MG 151/20機関砲 × 2（尾部とゴンドラ前方）
  - 13mm MG 131 機関銃 × 3（背部の銃塔［単装と連装一つずつ］）
  - 7.92 MG 81 機関銃 × 3（機首に1、ゴンドラ後方に2）
  - 爆弾 6,000 kgもしくはミサイル×3（ヘンシェルHs 293やフリッツX）
- 乗員：5名

## 登場作品

### 小説
横山信義『八八艦隊海戦譜 終戦篇』
フランス上陸作戦のためイギリス海峡に集結した英米船団に対して原子爆弾を投下する。

### ゲーム
『War Thunder』
ドイツツリーにA-5が登場。6.6トン（最大値）の爆弾や3発のフリッツXを搭載可能。ロケットランチャーや75mm砲を搭載した型は登場しない。